# Paphiopedilum hookerae
Paphiopedilum hookerae là một loài lan đặc hữu của Borneo.

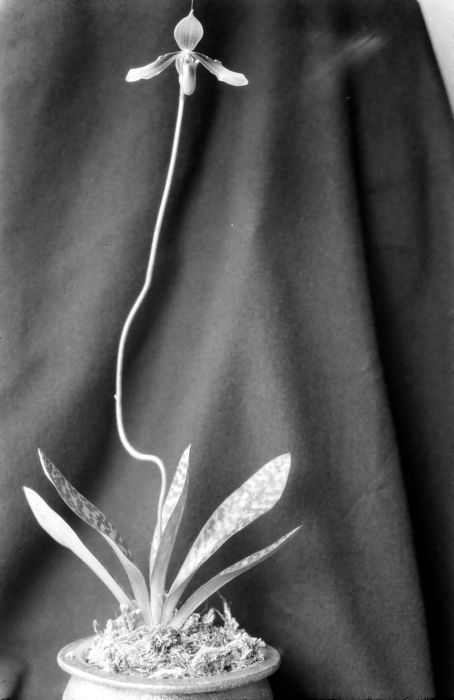
Paphiopedilum hookerae

## Hình ảnh

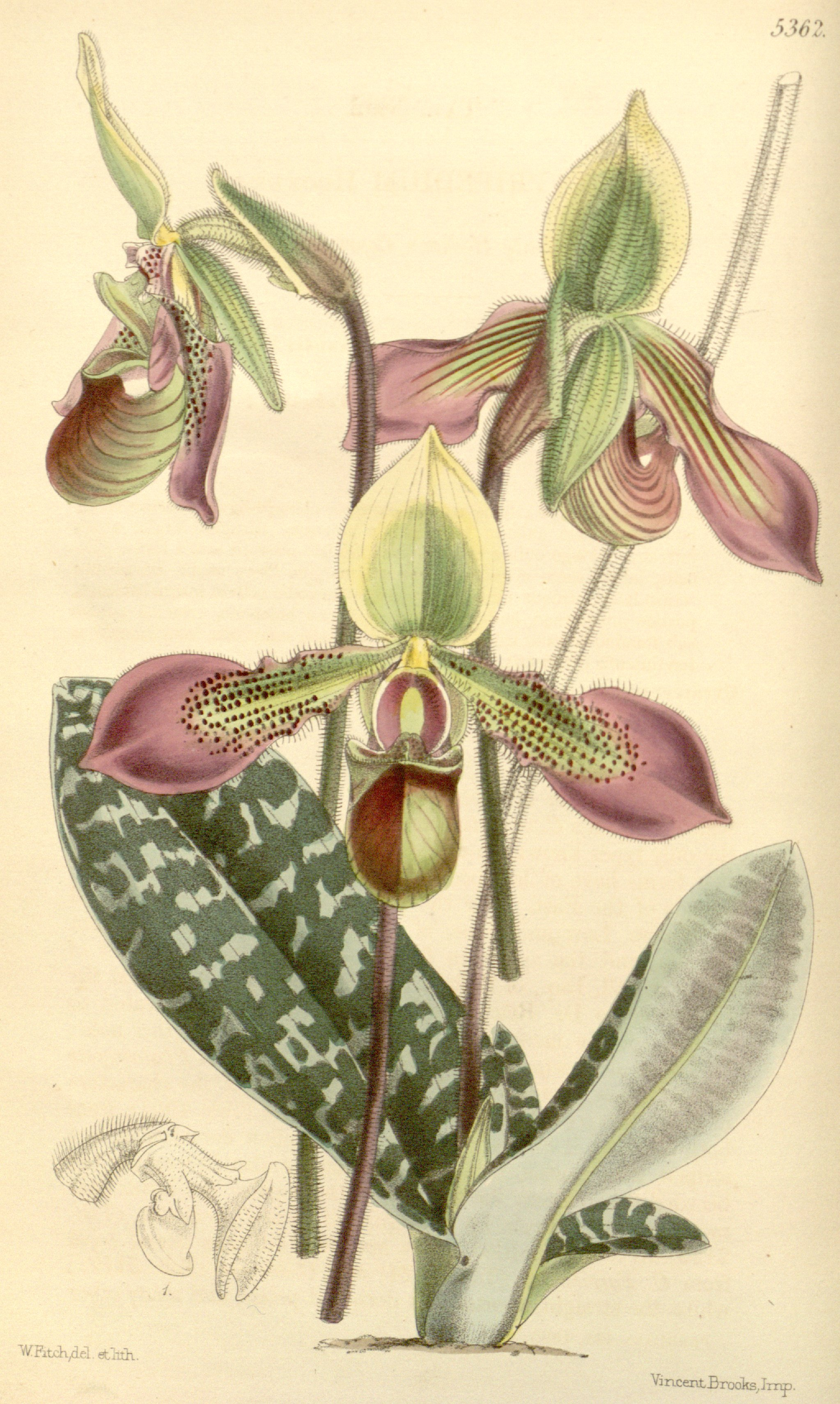